# コアニ
コアニ（Koani）はタンザニアのウングジャ島にある町である。ザンジバル中部・南部州の州都である。

## 交通

### 道路
ウングジャ島の西海岸のザンジバルシティから東海岸のチュワカ（Chwaka）をつなぐ道路が通っている。

## 地理

コアニ（Koani）はウングジャ島の中央部にある